# فرت فرفیلد (مین)
فرت فرفیلد(به انگلیسی: Fort Fairfield) شهری در ایالت مین کشور ایالات متحده آمریکا است که جمعیت آن در سرشماری سال ۲۰۱۰ میلادی، ۱٬۸۲۵ نفر بوده‌است.